# Rasa mareal entre Deva y Zumaya
La rasa mareal de Deva y Zumaya, zona conocida como los acantilados de Itzurun, es una rasa mareal, situada en la costa oeste de la provincia vasca de Guipúzcoa (norte de España), entre los municipios de Deva y Zumaya. Este tramo, el más espectacular de la rasa mareal que recorre la costa vasca, desde Haitzandi hasta Haitzabal, tiene una longitud de 8 km y una importancia geológica de primer orden al aflorar los sedimentos de tipo  flysch de forma casi vertical. La riqueza geológica que guarda solo es parangonable con los acantilados del canal de la Mancha, la zona de Stevens Klint en Dinamarca y algunos puntos de la región italiana de Umbria-Marche.
Junto con los acantilados que se extienden entre la playa Kardala de Motrico y Saturrarán, la zona conocida como Siete playas, conforma el Geoparque de la Costa Vasca que llega hasta el límite con Vizcaya.

## Descripción
Se trata de un espacio de importancia tanto a nivel nacional como internacional por la presencia de acantilados en los que la facies flysch es dominante. Se trata de secuencias de estratos en los que a modo de gigantescas «milhojas» se alternan capas duras (calizas y areniscas) y blandas (margas y rocas arcillosas) que se muestran verticales posibilitando ver las diferentes capas de sedimentos que normalmente están de modo horizontal.
Es la rasa mareal mayor del mar Cantábrico y de Europa, se extiende 5 km mar adentro aunque solo se pueden ver unos 200 o 300 m en marea baja. Es llamativo y espectacular ver cómo los flysch verticales se internan en la mar a modo de un gran costillar.
En Zumaya se puede observar, desde la playa de Mendata hasta pasada la de San Telmo, en Punta Mariantón, dos partes diferenciadas dependiendo de la época de formación. Desde Mendata hasta el extremo oriental de Aitzuri es del Cretácico Superior (de hace unos 100 millones de años) y desde Aitzuri hasta Punta Mariantón la formación perteneciente al Terciario (hace unos 65 millones de años). Estas áreas están divididas a su vez en diferentes subsecciones que corresponden a diferentes épocas geológicas.
- En playa Mendata, 300 metros de flysch calcáreo (alternancia de margas, margocalizas y calizas micríticas) del Cretácico Superior.

- En la ensenada de Aitzuri, 1300 metros de flysch detrítico-calcáreo (margas, margocalizas y calizas arenosas de grano muy fino) del Cretácico Superior.

- Al este de Aitzuri, 200 metros de flysch de transición (margas, margocalizas y calizas margosas) del Cretácico Superior.

- En Punta Aitzgorri (Algorri), 180 metros de capas rojas (margas rojo vivo, margocalizas y calizas) del Terciario.

- En la playa de San Telmo, 150 metros de flysch de transición (calizas micríticas de tono gris claro, margas y margocalizas) del Terciario.

- En Punta Mariantón, 300 metros de flysch terciario (alternancia de areniscas y lutitas) del Terciario.[2]

## Relevancia
Los sedimentos marinos que afloran verticalmente en forma de flysch tiene tres valores relevantes para el estudio científico: continuidad estratigráfica, riqueza en el contenido de fósiles, tanto en micro como en macro fósiles y conservación del magnetismo antiguo de la Tierra a la vez que contienen señales geoquímicas como las relaciones entre isótopos estables de estroncio, carbono, oxígeno o azufre.
Las características anteriores junto a las características propias de la zona de costa que sufre la inundación de las mareas dan como resultado una doble importancia, por un lado la biológica y por otro la geológica, esta última es la que hace verdaderamente relevante esta rasa mareal.

### Biológica
La rasa mareal de Deva es un espacio muy rico desde el punto de vista de la biodiversidad con un valor equiparable al de otros espacios costeros en España y de las más ricas del Cantábrico. 
La flora, tanto marina que está representada por multitud de especies de algas, como terrestre
que se desarrollan en las paredes verticales que conforman los acantilados. Son una unidad de roquedos con muy poca tierra y escasa agua. En estas paredes abundan las oquedades, grietas y resaltes en los que se han establecido especies rupícolas (que se crían en las rocas) y donde anidan muchas aves.
En la baja mar, en las cubetas, charcas y pozos que se forman se da una gran diversidad de especies marinas, desde crustáceos a pequeños pececillos.

### Geología

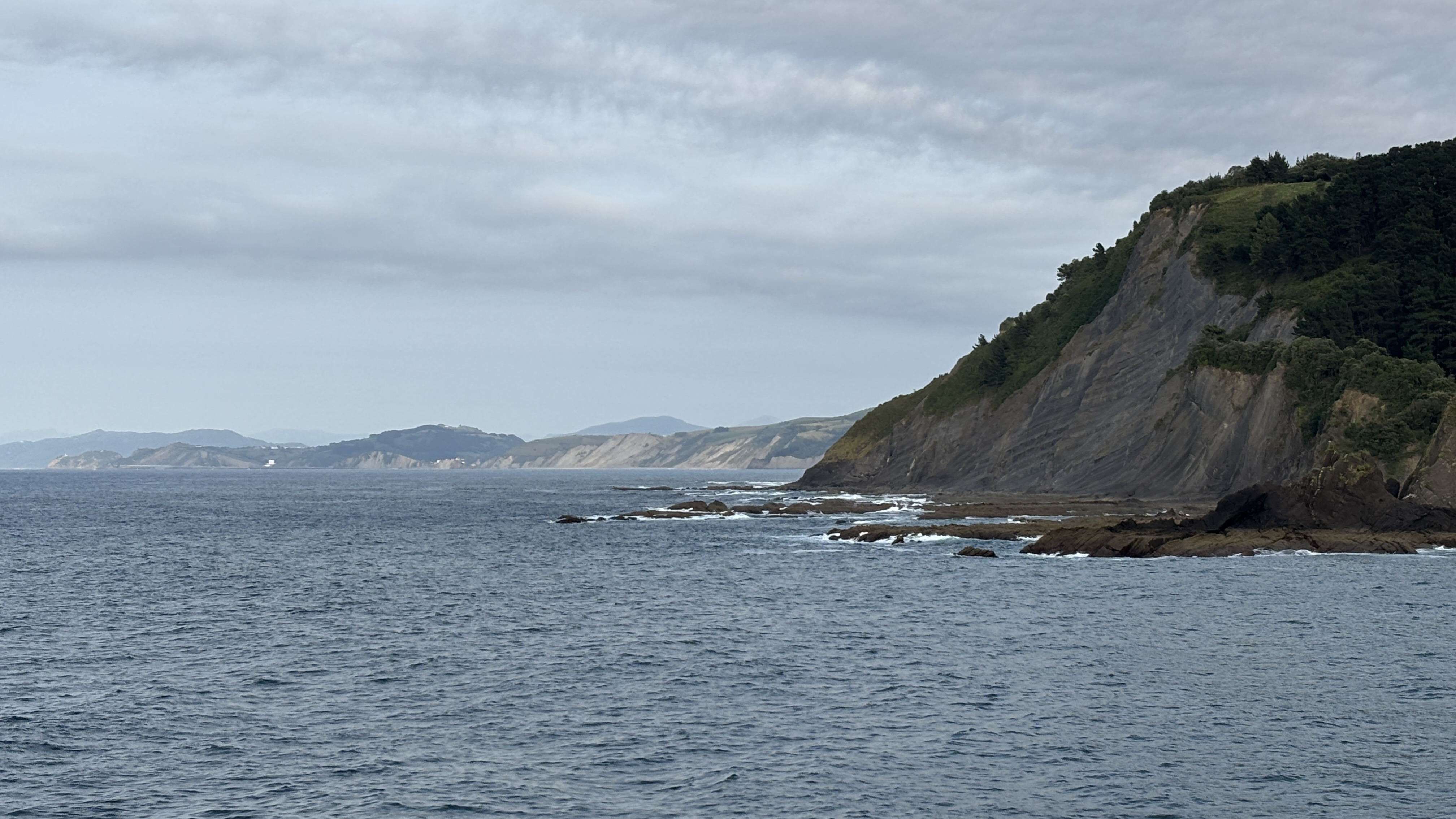
Vista general de la costa guipuzcoana, a la derecha de la imagen las peñas Eskilantxarri de Saturrarán y a la izquierda se puede apreciar la isla de San Antón de Guetaria.

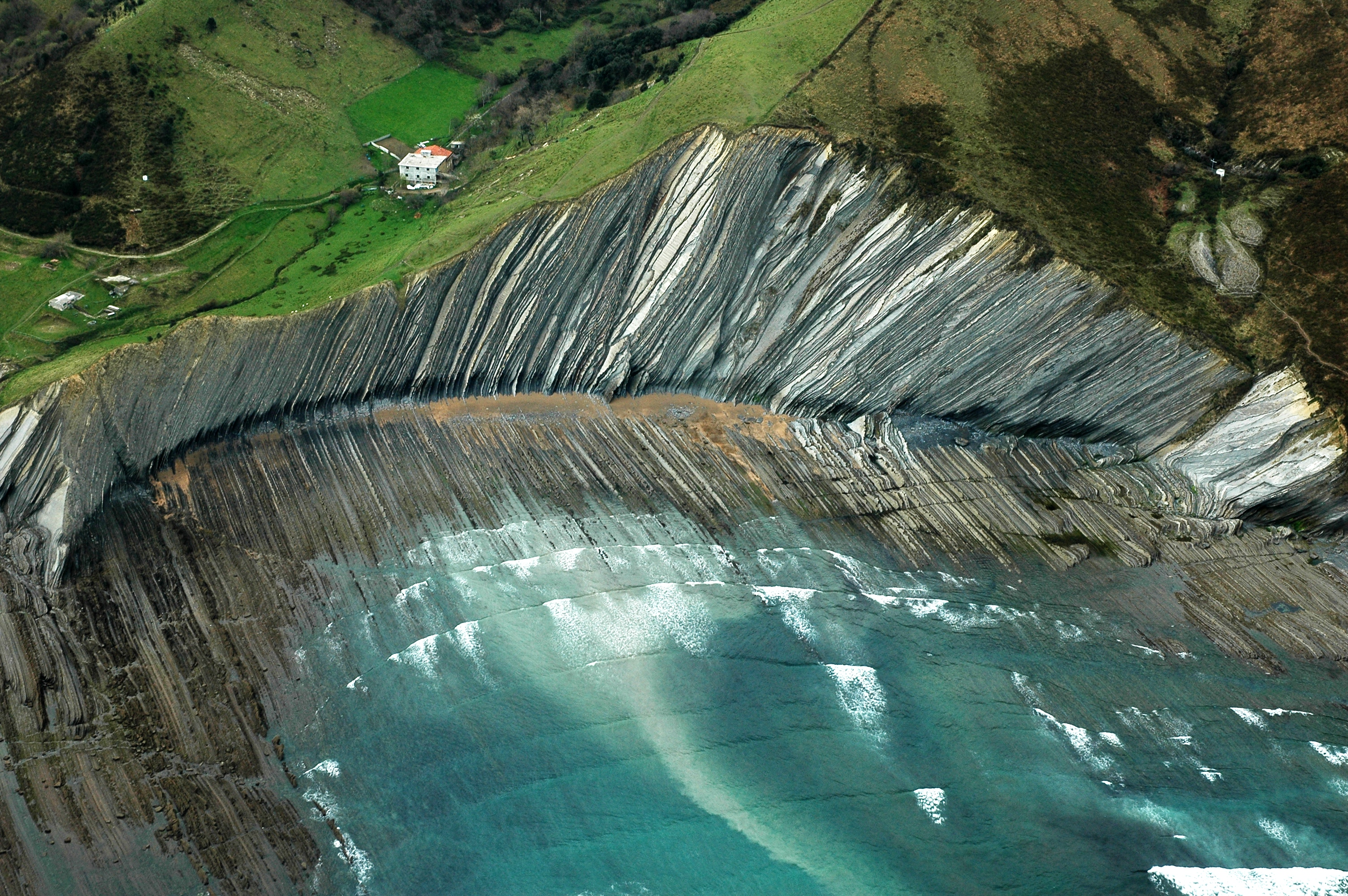
Vista aérea de los acantilados y playa de Saconeta, Deva.

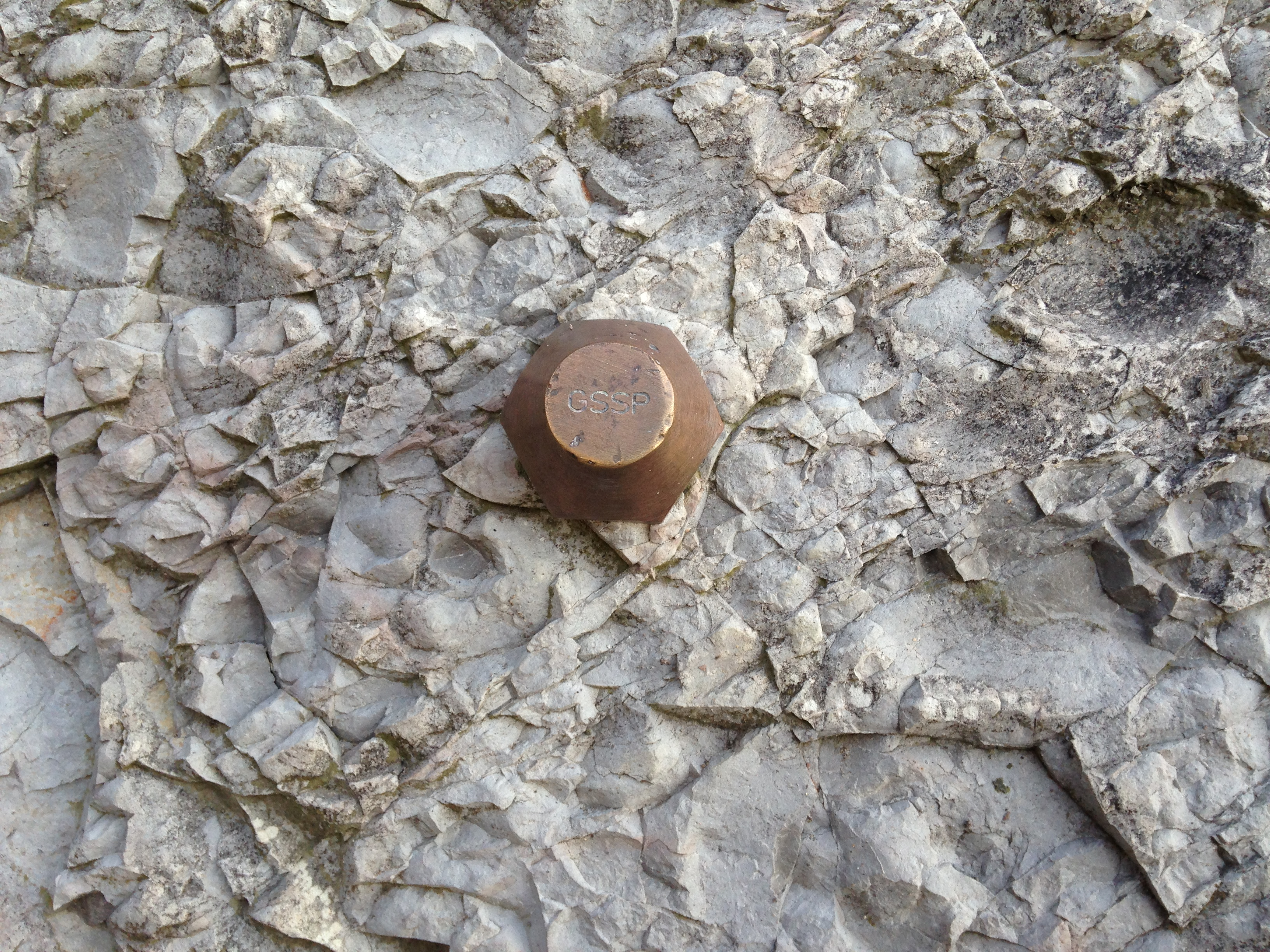
«Clavo dorado» del GSSP del Selandiense

Durante cientos de millones de años, en el mar que ocupaba el actual territorio del País Vasco se fueron depositando, en su lecho, sedimentos y microorganismos que formaron capas horizontales. La colisión entre las placas tectónicas Ibérica y Europea ocurrida hace unos 50 millones de años hizo emerger estos sedimentos, que conforman el flysch, de forma vertical dejándolos visibles. En estas capas se guardan datos referentes a historia de la tierra que dan valiosa información sobre crisis biológicas y cambios ambientales y del clima observándose las transiciones entre las diferentes épocas geológicas.
Estos estratos contemplan un periodo de evolución de la tierra que abarca entre hace 100 y 50 millones de años. Emergieron inclinándose de oeste a este de modo que los estratos más antiguos se sitúan al oeste mientras que las más recientes al este. En muchas capas hay riqueza de fósiles y microfósiles.
Es relevante los anómalos niveles de concentración de osmio e iridio que se hallan en el llamado límite K/T que establece la separación entre el Mesozoico y el Cenozoico que se estima proceden del impacto de un meteorito producido hace 65 millones de años al que en algunas hipótesis, se le achaca la extinción dinosaurios y otras especies tales como los ammonites. Estas hipótesis son respaldadas por la ausencia de fósiles, apenas hay presencia, de la siguiente capa.
El estudio de estos estratos permite aclarar cuestiones sobre diversos temas, entre ellos el estudio del comportamiento de los mares antiguos, ecosistemas y cambios climáticos. La elaboración de modelos paleoclimáticos y su comparación con los actuales permiten establecer modelos comparativos y predictivos. También se obtienen datos para el desarrollo de hipótesis sobre las extinciones en masa, cambios bruscos del clima y sus causas, intervalos de anoxia oceánica generalizada  o los cambios en el nivel del mar. Llama la atención la regularidad de alternancia y grosor de las diferentes capas. Las capas duras corresponden a periodos fríos y las bandas a periodos cálidos, el grosor, relacionado con la duración de cada periodo, corresponde a unos 10 000 años.
Mediante técnicas de paleomagnetismo como la magnetocronología, la bioestratigrafía o la cicloestratigrafía es posible, mediante el análisis de estas rocas, contrastar las diferentes escalas que se emplean para fijar las edades de la Tierra.

#### Estratotipos de las bases del Selandiense y del Thanetiense
En los afloramientos rocosos de la playa de Itzurun la Unión Internacional de Ciencias Geológicas ha establecido las secciones y puntos de estratotipos de límite globales de dos pisos del Paleoceno, los del Selandiense (hace unos 61,1 millones de años, que coincide con un brusco descenso global del nivel del mar) y el Thanetiense (hace 58,7 ± 0,2 millones de años, que coincide con una inversión repentina del campo magnético terrestre), referentes  mundiales para estas unidades cronoestratigráficas de la escala temporal geológica.

## Protección del entorno
Está propuesta su protección bajo la figura de "biotopo" aunque se estima que se debía de denominar bio-geotopo dada la importancia geológica que tiene la zona. La importancia geológica de esta rasa mareal queda definida por las palabras del catedrático de Paleontología en la Universidad de Zaragoza que la define así: 

...se trata de un lugar con varios puntos de interés geológico, tales como el límite K/T y todos los límites de los pisos del Paleoceno (Daniense, Selandiense, Thanetiense). Además, el corte que aflora en los acantilados de toda esa zona es muy continuo y permite estudiar todo el Cretácico Superior, Paleoceno y gran parte del Eoceno Inferior.

La declaración de Biotopo protegido obliga a limitar la explotación de recursos en un área de 50 m de ancho a todo lo largo de los 8 km de costa.

## Sucesos
El 5 de noviembre de 2010 el barco pesquero Motxo se encalla en esta ruta teniendo que salvar a sus ocupantes.